# Catalogul colecției Arcade
Aceasta este o listă a volumelor publicate în Colecția „Arcade” de la Editura Minerva începând cu 1970. În această colecție au fost publicate volume de critică literară sau de poezie, schițe și nuvele, piese de teatru și romane ale unor scriitori români.
Primele volume au avut un format mic de cca. 165 x 105 mm, iar următoarele un format mai mare de cca. 200 x 130 mm.

## Lista
| Autor(i)                     | Titlu                                                                                | Data apariției | Note / Ref.                                      |
| ---------------------------- | ------------------------------------------------------------------------------------ | -------------- | ------------------------------------------------ |
| Gr. Alexandrescu             | Poezii                                                                               | 1970           | Ediția a II-a, revăzută, în seria Arcade - 1979. |
| M. Eminescu                  | Sărmanul Dionis                                                                      | 1970           | Alte ediții: 1973                                |
| Ion Agârbiceanu              | Fefeleaga                                                                            | 1971           | [ 6 ]                                            |
| V. Alecsandri                | Poezii                                                                               | 1971           | Alte ediții: 1976                                |
| George Bacovia               | Poezii                                                                               | 1971           | [ 8 ]                                            |
| G. Călinescu                 | Universul poeziei                                                                    | 1971           | Alte ediții: 1973                                |
| B. P. Hasdeu                 | Răzvan și Vidra                                                                      | 1971           | [ 1 ] [ 11 ] [ 12 ]                              |
| M. Sadoveanu                 | Baltagul                                                                             | 1971           | Alte ediții: 1975                                |
| Tudor Arghezi                | Poezii                                                                               | 1971           | [ 1 ] [ 15 ] [ 16 ]                              |
| Ion Creangă                  | Amintiri din copilărie                                                               | 1971           | [ 1 ] [ 17 ]                                     |
| Liviu Rebreanu               | Proștii. Nuvele și povestiri                                                         | 1971           | [ 1 ] [ 18 ]                                     |
| Alexandru Davila             | Vlaicu-Vodă. Dramă în 5 acte, în versuri                                             | 1971           | Alte ediții: 1978                                |
| Tudor Arghezi                | Cântare omului                                                                       | 1972           | [ 21 ] [ 22 ]                                    |
| Ion Ghica                    | Scrisori către V. Alecsandri                                                         | 1972           | [ 23 ]                                           |
| Alexandru Macedonski         | Poezii                                                                               | 1972           | [ 24 ]                                           |
| Ion Neculce                  | O samă de cuvinte                                                                    | 1972           | [ 25 ]                                           |
| Mihail Sadoveanu             | Locul unde nu s-a întâmplat nimic                                                    | 1972           | [ 26 ]                                           |
| G. Ibrăileanu                | Adela                                                                                | 1972           | Alte ediții: 1976 1985 (plus Amintiri)           |
| G. Ibrăileanu                | Spre roman. Critică literară                                                         | 1972           | [ 30 ]                                           |
| ***                          | Cântece de dragoste și dor                                                           | 1972           | [ 31 ]                                           |
| D. Anghel                    | Poezii și proză                                                                      | 1972           | [ 32 ]                                           |
| Vasile Alecsandri            | Istoria unui galbân                                                                  | 1972           | [ 33 ]                                           |
| Octavian Goga                | Poezii                                                                               | 1972           | Alte ediții: 1979 (II, revăzută și adăugită)     |
| I. L. Caragiale              | O scrisoare pierdută                                                                 | 1973           | [ 36 ]                                           |
| Panait Istrati               | Chira Chiralina                                                                      | 1973           | [ 37 ]                                           |
| Tudor Arghezi                | 1907. Peizaje                                                                        | 1973           | [ 38 ]                                           |
| Dimitrie Cantemir            | Descrierea Moldovei                                                                  | 1973           | [ 39 ]                                           |
| C. Dobrogeanu-Gherea         | Asupra criticei                                                                      | 1973           | [ 40 ]                                           |
| Gib I. Mihăescu              | Vedenia. Nuvele                                                                      | 1973           | [ 41 ]                                           |
| Mihail Sadoveanu             | Hanu-Ancuței                                                                         | 1973           | [ 42 ]                                           |
| Ioan Slavici                 | Budulea Taichii                                                                      | 1973           | Alte ediții: 1978                                |
| Vasile Alecsandri            | Pasteluri și legende                                                                 | 1973           | Alte ediții: 1987                                |
| Al. I. Odobescu              | Scene istorice (din cronicile românești)                                             | 1973           | [ 47 ]                                           |
| Cezar Petrescu               | Aranca, știma lacurilor                                                              | 1973           | [ 48 ]                                           |
| Al. Philippide               | Poezii                                                                               | 1973           | [ 49 ]                                           |
| Camil Petrescu               | Bălcescu                                                                             | 1973           | [ 50 ]                                           |
| Miron Radu Paraschivescu     | Poezii                                                                               | 1973           | [ 51 ]                                           |
| George Coșbuc                | Fire de tort                                                                         | 1974           | [ 52 ]                                           |
| Vasile Alecsandri            | Dan, căpitan de plai. Poezii patriotice.                                             | 1974           | Alte ediții: 1981                                |
| Mihail Sadoveanu             | Zece povestiri                                                                       | 1974           | [ 55 ]                                           |
| Magda Isanos                 | Poezii                                                                               | 1974           | [ 56 ]                                           |
| Pompiliu Constantinescu      | Poeți români moderni. Critică literară                                               | 1974           | [ 57 ]                                           |
| George Topîrceanu            | Balade vesele și triste                                                              | 1974           | Alte ediții: 1980 1992                           |
| Barbu Ștefănescu Delavrancea | Hagi-Tudose                                                                          | 1974           | [ 61 ]                                           |
| Tudor Vianu                  | Alecsandri, Eminescu, Macedonski                                                     | 1974           | [ 62 ]                                           |
| Victor Eftimiu               | Înșiră-te, mărgărite. Poem feeric în cinci acte                                      | 1974           | [ 63 ]                                           |
| Al. Vlahuță                  | Poezii                                                                               | 1974           | [ 64 ]                                           |
| Calistrat Hogaș              | Amintiri dintr-o călătorie                                                           | 1974           | Alte ediții: 1980                                |
| Tudor Arghezi                | Caligula                                                                             | 1975           | Versiune cartonată și broșată                    |
| M. Eminescu                  | Sara pe deal                                                                         | 1975           | [ 69 ]                                           |
| Alexandru I. Philippide      | Floarea din prăpastie                                                                | 1975           | [ 70 ]                                           |
| Mateiu I. Caragiale          | Craii de Curtea-Veche                                                                | 1975           | [ 71 ]                                           |
| Barbu Delavrancea            | Nuvele și povestiri                                                                  | 1975           | [ 72 ]                                           |
| Constantin Negruzzi          | Alexandru Lăpușneanul                                                                | 1973           | Alte ediții: 1979                                |
| B. P. Hasdeu                 | Sarcasm și ideal. Versuri și proza                                                   | 1975           | [ 74 ]                                           |
| Ion Pillat                   | Poezii                                                                               | 1975           | [ 75 ]                                           |
| Ioan Slavici                 | Povești                                                                              | 1975           | [ 76 ]                                           |
| Mihail Sorbul                | Teatru. Patima roșie. Dezertorul                                                     | 1975           | [ 77 ]                                           |
| Vasile Alecsandri            | Călătorii                                                                            | 1975           | [ 78 ]                                           |
| Alexandru Macedonski         | Cartea de aur                                                                        | 1975           | [ 79 ]                                           |
| Ion Minulescu                | Versuri                                                                              | 1975           | Alte ediții: 1977                                |
| Mihail Sebastian             | Jocul de-a vacanța. Steaua fără nume                                                 | 1975           | [ 82 ]                                           |
| Vasile Voiculescu            | Iubire magică. Povestiri                                                             | 1975           | [ 83 ]                                           |
| Ion Creangă                  | Povestiri                                                                            | 1976           | [ 84 ]                                           |
| Anton Holban                 | Nuvele                                                                               | 1976           | [ 85 ]                                           |
| Grigore Alexandrescu         | Satire și fabule                                                                     | 1976           | [ 86 ]                                           |
| George Călinescu             | Șun sau calea neturburată                                                            | 1976           | [ 87 ] [ 88 ]                                    |
| Nicolae Labiș                | Poezii                                                                               | 1976           | [ 89 ]                                           |
| Ion Barbu                    | Poezii                                                                               | 1976           | [ 90 ]                                           |
| Constantin Negruzzi          | Negru pe alb. Scrisori la un prieten                                                 | 1976           | [ 91 ]                                           |
| E. Lovinescu                 | Memorii                                                                              | 1976           | [ 92 ]                                           |
| Camil Petrescu               | Jocul ielelor                                                                        | 1976           | [ 93 ]                                           |
| Panait Cerna                 | Poezii                                                                               | 1976           | Alte ediții: 1981                                |
| Liviu Rebreanu               | Ciuleandra                                                                           | 1976           | [ 96 ]                                           |
| Duiliu Zamfirescu            | Viața la țară                                                                        | 1976           | [ 97 ]                                           |
| Mihail Sadoveanu             | Povestiri din război; Din alte volume.                                               | 1977           | 165 x 110                                        |
| Dimitrie Bolintineanu        | Poezii                                                                               | 1977           | [ 99 ]                                           |
| Barbu Delavrancea            | Discursuri                                                                           | 1977           | [ 100 ]                                          |
| Panait Istrati               | Ciulinii Bărăganului                                                                 | 1977           | [ 101 ]                                          |
| Ion Minulescu                | Versuri                                                                              | 1977           | [ 81 ]                                           |
| Tudor Arghezi                | Cuvinte potrivite                                                                    | 1977           | [ 102 ]                                          |
| Dinicu Golescu               | Însemnare a călătoriii mele                                                          | 1977           | [ 104 ]                                          |
| Alexandru Macedonski         | Excelsior. Poema Rondelurilor.                                                       | 1977           | Alte ediții: 1983                                |
| N. Iorga                     | Istoria literaturii românești. Introducere sintetică                                 | 1977           | Alte ediții: 1988                                |
| Alecu Russo                  | Cugetări                                                                             | 1977           | [ 109 ]                                          |
| I. L. Caragiale              | Momente                                                                              | 1978           | Alte ediții: 1981 1986                           |
| G. Călinescu                 | Cartea nunții                                                                        | 1978           | Alte ediții: 1982                                |
| I. Al. Brătescu-Voinești     | Întuneric și lumină                                                                  | 1978           | Alte ediții: 1987                                |
| C. Hogaș                     | În Munții Neamțului                                                                  | 1978           | [ 117 ]                                          |
| B. P. Hasdeu                 | Ioan Vodă cel Cumplit                                                                | 1978           | [ 118 ]                                          |
| Șt. O. Iosif                 | Poezii                                                                               | 1978           | 1978 Ed. II                                      |
| Barbu Delavrancea            | Teatru: Apus de soare. Viforul. Luceafărul                                           | 1978           | Alte ediții: 1983                                |
| I. L. Caragiale              | Momente                                                                              | 1978           | [ 122 ]                                          |
| Hortensia Papadat-Bengescu   | Balaurul                                                                             | 1978           | [ 123 ]                                          |
| Grigore Ureche               | Letopisețul Țării Moldovei                                                           | 1978           | 1978 Ed. II                                      |
| I. L. Caragiale              | O făclie de Paște. Nuvele și povestiri                                               | 1978           | [ 125 ]                                          |
| Vasile Alecsandri            | Chirițele                                                                            | 1978           | [ 126 ]                                          |
| Ion Agârbiceanu              | Povestiri                                                                            | 1979           | [ 127 ]                                          |
| Al. I. Odobescu              | Pseudo-cynegeticos                                                                   | 1979           | 1979 Ed. II                                      |
| Tudor Arghezi                | Pamflete                                                                             | 1979           | 200 x 130                                        |
| Mihail Sadoveanu             | Nopțile de sânziene                                                                  | 1979           | [ 130 ]                                          |
| Ioan Slavici                 | Mara                                                                                 | 1979           | Alte ediții: 1985 1999                           |
| Adrian Maniu                 | Versuri                                                                              | 1979           | [ 134 ]                                          |
| Ion Vinea                    | Ora fântânilor. Antologie de George Gibescu                                          | 1979           | [ 135 ]                                          |
| Tudor Vianu                  | Scriitori români din secolul XX                                                      | 1979           | [ 136 ]                                          |
| George Coșbuc                | Poezii alese                                                                         | 1979           | [ 137 ]                                          |
| I. L. Caragiale              | Teatru                                                                               | 1980           | Alte ediții: 1984                                |
| Mihail Sadoveanu             | Țara de dincolo de negură. Împărăția apelor                                          | 1980           | [ 140 ]                                          |
| Vasile Alecsandri            | Drame: Despot Vodă. Fântâna Blanduziei. Ovidiu                                       | 1980           | [ 141 ]                                          |
| Alecu Russo                  | Cântarea României                                                                    | 1980           | [ 142 ]                                          |
| Mihai Eminescu               | Poezii                                                                               | 1980           | Alte ediții: 1985                                |
| Ionel Teodoreanu             | Ulița copilăriei. În casa bunicilor. Nuvele                                          | 1980           | [ 145 ]                                          |
| Ion Creangă                  | Povești și povestiri                                                                 | 1981           | [ 146 ]                                          |
| Florin Mihăilescu (ed.)      | Aesthesis Carpato-Dunărean                                                           | 1981           | [ 147 ]                                          |
| Mihail Sorbul                | Letopiseți. Dramă în cinci acte și un prolog                                         | 1980           | [ 148 ]                                          |
| Petre Ispirescu              | Basmele românilor                                                                    | 1981           | Alt volum - în 1986                              |
| Nicolae Filimon              | Ciocoii vechi și noi                                                                 | 1981           | Alte ediții: 1990 (ISBN 973-21-0114-8)           |
| M. Eminescu                  | Proză literară                                                                       | 1981           | [ 152 ]                                          |
| Jean Bart                    | Jurnal de bord                                                                       | 1981           | [ 154 ]                                          |
| V. Voiculescu                | Ultimele sonete închipuite ale lui Shakespeare în traducere imaginară și alte poezii | 1981           | [ 155 ]                                          |
| Ioan Slavici                 | Nuvele                                                                               | 1982           | [ 156 ]                                          |
| Anton Pann                   | Povestea vorbii                                                                      | 1982           | [ 157 ]                                          |
| Emil Gârleanu                | Nucul lui Odobac                                                                     | 1982           | [ 158 ]                                          |
| Hortensia Papadat-Bengescu   | Concert din muzică de Bach                                                           | 1982           | [ 159 ]                                          |
| Liviu Rebreanu               | Adam și Eva                                                                          | 1982           | Alte ediții: 1989 (ISBN 973-21-0105-9)           |
| Tudor Arghezi                | Cimitirul Buna-Vestire                                                               | 1983           | [ 162 ]                                          |
| Mihail Sadoveanu             | Venea o moară pe Siret                                                               | 1983           | [ 163 ]                                          |
| Antim Ivireanul              | Didahii                                                                              | 1983           | [ 164 ]                                          |
| Gr. Alexandrescu             | Satire și fabule                                                                     | 1983           | [ 165 ]                                          |
| Nicolae Iorga                | Evocări istorice                                                                     | 1983           | [ 166 ]                                          |
| Camil Petrescu               | Act venețian. Danton                                                                 | 1983           | [ 167 ]                                          |
| Vladimir Streinu             | Poezie și poeți români. Critică literară                                             | 1983           | [ 168 ]                                          |
| C. Dobrogeanu-Gherea         | Critice. (Studii și articole)                                                        | 1983           | [ 169 ]                                          |
| George Bacovia               | Poezii. Proză                                                                        | 1983           | [ 170 ]                                          |
| Hortensia Papadat-Bengescu   | Rădăcini                                                                             | 1983           | [ 171 ]                                          |
| George Coșbuc                | Balade și idile. Fire de tort                                                        | 1983           | [ 172 ]                                          |
| Ioan Slavici                 | Amintiri                                                                             | 1983           | [ 173 ]                                          |
| George Călinescu             | Enigma Otiliei                                                                       | 1984           | [ 174 ]                                          |
| Panait Istrati               | Moș Anghel. Codin                                                                    | 1984           | [ 175 ]                                          |
| Anton Holban                 | Ioana                                                                                | 1984           | [ 176 ]                                          |
| Vasile Alecsandri            | Doine. Lăcrămioare. Suvenire. Mărgăritarele.                                         | 1984           | [ 177 ]                                          |
| N. Filimon                   | Escursiuni în Germania Meridională. Nuvele                                           | 1984           | [ 178 ]                                          |
| Mihail Sadoveanu             | Cincizeci de povestiri                                                               | 1984           | [ 179 ]                                          |
| George Munteanu              | Proverbe românești                                                                   | 1984           | [ 180 ]                                          |
| Aron Cotruș                  | Versuri                                                                              | 1985           | [ 181 ]                                          |
| Octavian Goga                | Teatru                                                                               | 1984           | [ 182 ]                                          |
| Duiliu Zamfirescu            | În război. Îndreptări. Anna                                                          | 1984           | [ 183 ]                                          |
| Camil Petrescu               | Versuri. Nuvele                                                                      | 1985           | [ 184 ]                                          |
| Hortensia Papadat-Bengescu   | Drumul ascuns                                                                        | 1985           | [ 185 ]                                          |
| Pavel Dan                    | Schițe și nuvele                                                                     | 1985           | [ 186 ]                                          |
| Ovidiu Papadima (ed.)        | Tinerețe fără bătrânețe. Basme populare românești                                    | 1985           | [ 187 ]                                          |
| I. A. Bassarabescu           | Nuvele și schițe                                                                     | 1985           | [ 188 ]                                          |
| Tudor Arghezi                | Poeme în proză                                                                       | 1985           | [ 189 ]                                          |
| Jean Bart                    | Europolis                                                                            | 1985           | [ 190 ]                                          |
| Mircea Scarlat (ed.)         | Poezie veche românească                                                              | 1985           | [ 191 ]                                          |
| Lucian Blaga                 | Poezii                                                                               | 1986           | [ 192 ]                                          |
| George Călinescu             | Poezii. Teatru. Nuvele                                                               | 1986           | [ 193 ]                                          |
| Constantin Negruzzi          | Păcatele tinerețelor                                                                 | 1986           | [ 194 ]                                          |
| Mircea Eliade                | Maitreyi. Nuntă în cer                                                               | 1986           | [ 195 ]                                          |
| Ion Minulescu                | Proză                                                                                | 1986           | [ 197 ]                                          |
| Victor Eftimiu               | Teatru                                                                               | 1986           | [ 198 ]                                          |
| Petre Ispirescu              | Basmele românilor                                                                    | 1986           | Alt volum - în 1981                              |
| Gala Galaction               | Nuvele. Povestiri                                                                    | 1986           | [ 200 ]                                          |
| Mihail Sadoveanu             | Nicoară Potcoavă                                                                     | 1986           | [ 201 ]                                          |
| Nicolae Labiș                | Poezii                                                                               | 1987           | [ 202 ]                                          |
| Camil Petrescu               | Suflete tari. Jocul ielelor                                                          | 1987           | [ 203 ]                                          |
| Anton Holban                 | O moarte care nu dovedește nimic. Jocurile Daniei                                    | 1987           | [ 204 ]                                          |
| Zaharia Stancu               | Poezii                                                                               | 1987           | [ 205 ]                                          |
| Gib I. Mihăescu              | Nuvele                                                                               | 1987           | [ 206 ]                                          |
| ***                          | Cronici brâncovenești                                                                | 1988           | [ 207 ]                                          |
| Dimitrie Bolintineanu        | Manoil. Elena                                                                        | 1988           | [ 208 ] [ 209 ]                                  |
| Hortensia Papadat-Bengescu   | Femeia în fața oglinzei                                                              | 1988           | [ 210 ]                                          |
| Mateiu I. Caragiale          | Pajere. Remember. Craii de Curtea-Veche. Sub pecetea tainei.                         | 1988           | [ 211 ]                                          |
| Nichita Stănescu             | Poezii                                                                               | 1988           | [ 212 ]                                          |
| Duiliu Zamfirescu            | Nuvele                                                                               | 1988           | [ 213 ]                                          |
| G. Călinescu                 | Însemnări și polemici                                                                | 1988           | [ 214 ]                                          |
| Emil Gârleanu                | Din lumea celor cari nu cuvântă                                                      | 1988           | [ 215 ]                                          |
| Andrei Mureșanu              | Poezii. Articole                                                                     | 1988           | [ 216 ]                                          |
| Tudor Vianu                  | Arta prozatorilor români                                                             | 1988           | [ 217 ]                                          |
| G. Călinescu                 | Ion Creangă. Viața și opera                                                          | 1989           | [ 218 ]                                          |
| Gh. Brăescu                  | Unde stă norocul. Schițe și povestiri.                                               | 1989           | ISBN 973-21-0018-4                               |
| E. Lovinescu                 | Istoria literaturii române contemporane. 1900-1937                                   | 1989           | ISBN 973-21-0159-8                               |
| George Călinescu             | Viața lui Mihai Eminescu                                                             | 1989           | ISBN 973-21-0096-6                               |
| Tudor Arghezi                | Subiecte                                                                             | 1990           | ISBN 973-21-0163-6                               |
| Lucian Blaga                 | Hronicul și cântecul vârstelor                                                       | 1990           | ISBN 973-21-0147-4                               |
| Dimitrie Cantemir            | Divanul sau gâlceava înțeleptului cu lumea sau Giudețul sufletului cu trupul         | 1990           | ISBN 973-21-0166-0 Traducător Virgil Candea      |
| Dimitrie Bolintineanu        | Legende istorice                                                                     | 1991           | ISBN 973-21-0221-7                               |
| Liviu Rebreanu               | Nuvele                                                                               | 1991           | ISBN 973-21-0220-9                               |
| Ionel Teodoreanu             | Lorelei                                                                              | 1991           | ISBN 973-21-0268-3                               |
| Gheorghe Asachi              | Ruxanda Doamna. Nuvele istorice                                                      | 1992           | ISBN 973-21-0191-1                               |
| Ion Ghica                    | Din vremea lui Caragea. Scrisori către V. Alecsandri                                 | 1992           | ISBN 973-21-0198-9                               |
| Camil Petrescu               | Patul lui Procust                                                                    | 1992           | ISBN 973-21-0233-0                               |
| Duiliu Zamfirescu            | În război                                                                            | 1997           | ISBN 973-21-0285-3                               |
| Timotei Cipariu              | Pagini literare                                                                      | 1999           | ISBN 973-21-0568-2                               |

## Legături externe
- Colecția Arcade, printrecarti.ro
- Colecția Arcade, targulcartii.ro